# Virtuelle Fabrik
Die Virtuelle Fabrik ist ein Zusammenschluss rechtlich unabhängiger, heterogener Unternehmen verschiedener Kompetenzausrichtung zu einem temporären Unternehmensverbund. Das Ziel der Virtuellen Fabrik ist es dabei, zeitlich befristete Aufträge effizienter zu lösen. Virtuelle Fabriken entstehen ad hoc und nutzen dazu die modernen Möglichkeiten der Kommunikation.
Damit das funktioniert ist es nötig, dass die teilnehmenden Unternehmen sich an bestimmte Spielregeln halten. Dazu zählen:
- Einhaltung einer bestimmten Qualität,
- Kosten und Gewinne werden fair verteilt (Clearing-Stelle),
- kooperatives Verhalten,
- Akzeptanz eines Exekutiv-Komitees,
- Einhaltung bestimmter Informationspflichten (wodurch man natürlich umgekehrt Informationsrechte erhält),
- Erfüllung bestimmter Aufnahmekriterien.

Ein konkretes Beispiel ist die "virtuellefabrik.ch - Plattform der Mechatronik". Dieses Beispiel folgt dem oben erklärten Grundsatz, geht dabei aber im Laufe seiner Entwicklung über die reine Produktion und dem Ziel der Effizienzsteigerung bei zeitlich befristeten Aufträgen hinaus. Die Erweiterung der Kompetenzen entlang der gesamten Wertschöpfungskette – also von der Entwicklung bis zur Fertigstellung und den passenden Services – ermöglichen zusätzlich kreativere, neuartigere Lösungen.